# فدراسیون بین‌المللی انجمن تهیه‌کنندگان فیلم

لوگوی FIAPF

فدراسیون بین‌المللی انجمن تهیه‌کنندگان فیلم (فرانسوی: Fédération Internationale des Associations de Producteurs de Films)، (انگلیسی :International Federation of Film Producers Associations) به اختصار (FIAPF) یک سازمان جهانی متشکل از تولیدکنندگان محصولات سینمایی و تلویزیونی با وظیفه حفظ و صیانت از منافع اقتصادی و حقوقی اعضای آن است. این فدراسیون در سال ۱۹۳۳ تشکیل شده و ساختار اصلی آن زیر نظر مجمع عمومی و کمیته اجرایی قرار دارد. دبیرخانه این سازمان ابتدا در شهر پاریس قرار داشت و اکنون بروکسل محل اصلی دبیرخانه است. فیاپف هم‌اکنون در مجامع بین‌المللی به عنوان سازمان ناظر و کنترل‌کننده جشنواره‌های بین‌المللی فیلم درجهت حفظ حقوق تهیه‌کنندگان فیلم شناخته می‌شود.

## کشورهای عضو
اعضای فدراسیون FIAPF شامل ۳۸ انجمن از ۳۱ کشور پیشرو در تولید فیلم در هستند:
آرژانتین، آلمان، آمریکا، اتریش، استرالیا، اسپانیا، استونی، اسلواکی، اوکراین، ایتالیا، ایران، ایسلند، بلژیک، ترکیه، جمهوری چک، چین، دانمارک، روسیه، ژاپن، سوئد، سوئیس، کانادا، کرواسی، لتونی، مجارستان، مصر، فنلاندنروژ، نیجریه، هند و هلند. آرژانتین، آلمان، آمریکا، اتریش، و هند هرکدام ۲ انجمن و ترکیه ۳ انجمن عضو در FIAPF دارد

## مجمع عمومی
فدراسیون بین‌المللی انجمن تهیه‌کنندگان فیلم مهمترین مسئولیتش نظارت، تنظیم و کنترل‌کننده جشنواره‌های بین‌المللی فیلم در دنیا است. از جمله اقدامات FIAPF تنظیم مقررات و قردادها، برنامه‌ریزی، تدوین سیاست‌ها و هماهنگ‌کردن فعالیت‌های تولیدکنندگان مناطق مهم جهان است. فیاپف در سال ۲ بار در ماه‌های مه و دسامبر مجمع عمومی برگزار می‌کند و مجمع در آن زمان برای انتخاب اعضای جدید کمیته اجرایی و رئیس فدراسیون رای‌گیری می‌کنند. قوانین FIAPF نیز توسط مجمع عمومی تصویب می‌شود.

## وظایف هفت‌گانه
مهم‌ترین وظیفه فیاپف از دیرباز شامل موارد زیر بوده‌است:
1. کپی رایت و قوانین مرتبط با حقوق مالکیت معنوی
2. اجرای قوانین و حقوق مالکیت معنوی و مبارزه با سرقت ادبی و هنری
3. گسترش فناوری‌های دیجیتالی مرتبط با هنر سینما
4. استانداردسازی فناوری‌های مرتبط با هنر سینما
5. تدوین و اجرای مقررات رسانه‌ای
6. مکانیسم‌های تأمین مالی تولید فیلم در بخش‌های خصوصی و عمومی
7. مسائل مرتبط بر تجارت در بخش سینما

فدراسیون بین‌المللی انجمن تهیه‌کنندگان فیلم تا سال ۲۰۰۸ مجموعاً به ۵۲ جشنواره بزرگ فیلم در جهان مجوز رسمی ارائه کرده‌است. FIAPF فیلم‌های جشنواره‌ها را به رقابتی، رقابتی فیلم‌های تخصصی، غیر رقابتی، مستند و فیلم کوتاه طبقه‌بندی می‌کند.

## مهم‌ترین جشنواره‌های رقابتی با نظارت FIAPF
- آلمان: جشنواره بین‌المللی فیلم برلین
- مصر: جشنواره بین‌المللی فیلم قاهره
- فرانسه: جشنواره بین‌المللی فیلم کن
- جمهوری چک: جشنواره بین‌المللی فیلم کارلووی واری
- سوئیس: جشنواره بین‌المللی فیلم لوکارنو
- آرژانتین: جشنواره بین‌المللی فیلم مار دل پلاتا
- کانادا: جشنواره فیلم مونترال
- روسیه: جشنواره بین‌المللی فیلم مسکو
- اسپانیا: جشنواره بین‌المللی فیلم سن سباستین
- ایران: جشنواره جهانی فیلم فجر
- چین: جشنواره بین‌المللی فیلم شانگهای
- ژاپن: جشنواره بین‌المللی فیلم توکیو
- ایتالیا: جشنواره فیلم ونیز
- لهستان: جشنواره بین‌المللی فیلم ورشو
- استونی: جشنواره فیلم شب‌های سیاه تالین

## مهم‌ترین جشنواره‌های غیر رقابتی با نظارت FIAPF
- ایتالیا: جشنواره بین‌المللی فیلم رم
- اتریش: جشنواره بین‌المللی فیلم وین
- کانادا: جشنواره بین‌المللی فیلم تورنتو

## عضویت ایران
در سال ۲۰۰۵ در نشست عمومی سالانه که در پاریس پایتخت فرانسه برگزار شد، خانه سینما از ایران به عضویت رسمی فیاپف درآمد.